# Juncaginàcies
Juncaginàcia, Juncaginàcies o Juncaginaceae és una família de plantes amb flors.
Es creu que la família inclou quatre gèneres amb unes dotze espècies que es troben en zones de clima fred o temperat tant de l'hemisferi nord com de l'hemisferi sud.
El gènere més conegut és Triglochin.